# 玉山杜鵑
（學名：Rhododendron pseudochrysanthum），以往因分布地理環境與型態的差異，又另分為森氏杜鵑、紅星杜鵑、阿里山杜鵑、南湖杜鵑等，為杜鵑花屬的台灣原生特有種常绿灌木或喬木，原產於中央山脈、玉山山脈海拔1700-3800公尺的山區。

## 型態特徵
常綠灌木或小喬木。葉革質，長橢圓狀末端漸尖，邊緣反捲。葉面深綠色無毛，葉背淡白綠色，幼葉背有絨毛。樹皮幼枝淡綠色，疏生白色微柔毛，老枝灰褐色，無毛。頂生萌發繖房花序，5—15朵。花冠漏斗狀鐘形，柱狀圓錐形子房，不等長雄蕊10-14枚。萌果深褐色圓柱形。花期4-5月，果期10-11月。

## 研究和分析
台灣原生特有種玉山杜鵑複合群（Rhododendron pseudochrysanthum complex），包括玉山杜鵑、森氏杜鵑、紅星杜鵑及南湖杜鵑，其間的分類時有爭論。這些不同型態目前都統一歸類為同種玉山杜鵑。

### 森氏杜鵑
森氏杜鵑由日本人類學者森丑之助命名。以往將具有葉緣反捲、葉背覆白絨毛、分布於海拔三千多公尺者分類為玉山杜鵑，而葉緣平整、葉型較大、葉背覆褐絨毛、分布於海拔二千至三千公尺者分類為森氏杜鵑（同種異名：R. morii Hayata）。但兩種差別不大，分佈重疊且有過度區間。為了解決此爭議，2004年玉山國家公園管理處委託國立成功大學蔣鎮宇教授進行「台灣產特有種玉山杜鵑之保育遺傳學及親緣地理研究計畫」。研究小組至玉山、南橫公路等高山地區採集玉山杜鵑及森氏杜鵑樣本。藉由分子生物學研究DNA分析技術，發現玉山杜鵑和森氏杜鵑應為同一種。其特徵上的差異應是玉山山脈及中央山脈不同地區，高度遺傳分化的結果。

### 紅星杜鵑
分布於台灣北端與東北角的低海拔山區大屯山區菜公坑山、半屏山－燦光寮山區等接近山頂稜線海拔八百至一千多公尺的地方，因花苞未放前為紫紅色，故以往分類為紅星杜鵑（同種異名：R. rubropunctatum Hayata），數量相當稀少，曾被列為保育類的珍貴稀有植物。早先學者因分布地理與葉背紅褐色腺點的型態差異將紅星杜鵑獨自歸為一種；《台灣植物誌》第一版將紅星杜鵑合併於南湖杜鵑；川崎敬氏（ 1981）將紅星杜鵑歸為玉山杜鵑的亞種；之後的學者多將紅星杜鵑歸為玉山杜鵑。分子生物學研究重建玉山杜鵑複合群親緣地理關係，結果顯示玉山杜鵑、森氏杜鵑及紅星杜鵑應合併為同種。有研究認為紅星杜鵑可能為祖先型，在上一次冰期時有族群擴張之歷史，而為廣泛分佈之物種，但於冰河期後因氣溫升高而逐漸往高海拔或高緯度的山區退縮，森氏杜鵑和玉山杜鵑是由紅星杜鵑由北往南遷徙演化出來，而森氏杜鵑與玉山杜鵑之間可能有雜交之情形發生。另亦有研究顯示紅星杜鵑與玉山杜鵑複合群內的另外三種杜鵑之間具有最大的種間遺傳差異，認為紅星杜鵑應從玉山杜鵑複合群中獨立出來。

### 南湖杜鵑
南湖杜鵑（R. hyperythrum Hayata、同種異名：R. nankotaisanense）集中生長在南湖大山山區，審馬陣草原以上開始分布，海拔最高到上圈谷，生態區位為較低海拔森氏杜鵑與更高海拔玉山杜鵑的中間。花枯萎後初生新葉芽，呈現鮮明銹黃色，連綿遍野，頗為壯觀。再過約個把月，成熟老葉背面有密集鐵鏽色毛茸，但玉山杜鵑之老葉背面則光滑無毛。